# Ban Tham
Ban Tham (Thai: บ้านถ้ำ) is een plaats in de tambon Pong Ngam in de provincie Chiang Rai. De plaats heeft een oppervlakte van 6,5 km² en telde in 2009 in totaal 870 inwoners, waarvan 427 mannen en 443 vrouwen. Ban Tham telde destijds 269 huishoudens.
In de plaats bevinden zich drie basisscholen en een kleuterschool, waarop bijna 700 leerlingen zitten. Die leerlingen krijgen les van de in totaal 26 docenten. Ook heeft de plaats een tempel en een kleine moskee, de "Wat Ban Tham" en de "Masjid Darul Hung Da Ban Tham".